# La Tercera

Logo du journal jusqu'au 31 juillet 2010.

La Tercera (« La Troisième » en espagnol) est l'un des quotidiens les plus diffusés au Chili.
Son principal concurrent est El Mercurio, plus ancien et lu par une population plus aisée.
La Tercera fait partie du groupe Copesa (Consorcio Periodístico de Chile S.A), dirigé par Álvaro Saieh et qui possède également La Cuarta, La Hora, El diario de Concepción et plusieurs stations de radio.
Il est de tendance de centre droit.
Son slogan actuel est : « Más que un diario » (« Plus qu'un journal »). Auparavant, il s'agissait de « Piensa sin límites » (« Pensez sans limites »), « El diario que quieres » (« Le journal que tu veux »), « La Tercera, siempre primera » (« La Tercera, toujours première ») puis « El Chile que somos » (« Le Chili que nous sommes »)

## Histoire
Le journal a été fondé le 7 juillet 1950 par la famille Picó Cañas sous le nom La Tercera de La Hora car il s'agissait de l'édition vespérale du journal La Hora (1935-1951), aujourd'hui disparu. Par la suite, il devint un quotidien du matin.
Lors du coup d'État du 11 septembre 1973, La Tercera et El Mercurio sont les seuls journaux à ne pas être interdits par la junte.
Il fut pendant de nombreuses décennies un tabloïd avec un langage proche de la classe moyenne. En 2003, La Tercera adopta le format berlinois, augmenta sensiblement le nombre de ses pages et adopta un langage plus soutenu afin d'attirer un lectorat plus aisé.
En octobre 2007, le journal vu sa maquette modifiée, qui devint plus minimaliste.
Le 21 novembre 2008, le journal lance la nouvelle version de son site Internet en le décrivant comme "le premier mediacenter du Chili".
Le 1er août 2010, La Tercera propose une nouvelle maquette et un nouveau logo. Le même jour, une nouvelle version du site est mise en ligne.

## Suppléments et revues
- Cultura, le samedi
- Reportajes, le dimanche
- Deportes, le lundi
- +Decoración, le samedi
- Deporte Escolar, le mardi
- Glamorama
- Icarito, supplément éducatif qui paraît le mercredi
- Mujer, le dimanche
- Tendencias, le vendredi
- Viajes, le dimanche
- Club La Tercera, le vendredi

## Note
1. ↑  900 pesos dans les régions I, II, XI, XII, XV.
2. ↑  « Chili. Vers de nouveaux “rêves brisés” de Gabriel Boric sur la Constitution ? », sur Courrier international, 6 mai 2023
3. ↑  Victor de La Fuente, « En finir (vraiment) avec l’ère Pinochet », sur Le Monde diplomatique, 24 août 2011